# Rhogeessa aenea
Rhogeessa aenea is een zoogdier uit de familie van de gladneuzen (Vespertilionidae). De wetenschappelijke naam van de soort werd voor het eerst geldig gepubliceerd door Goodwin in 1958.

## Voorkomen
De soort komt voor in Mexico.